# 316-я стрелковая дивизия (1-го формирования)
316-я стрелковая Краснознамённая дивизия — стрелковое соединение РККА ВС Союза ССР в Великой Отечественной войне. 
Одна из знаковых дивизий РККА в Великой Отечественной войне, получившая свою известность при обороне у разъезда Дубосеково. В составе действующей армии с 25 августа по 5 октября и с 14 октября по 18 ноября 1941 года.

## История

### Формирование
Дивизия была сформирована в июле — августе 1941 года из призывников и добровольцев из числа жителей Казахской и Киргизской ССР в Алма-Ате в составе управления, 1073-го, 1075-го и 1077-го стрелкового и 857-го артиллерийского полков, на территории казарм бывшей Верненской крепости. Командир — генерал-майор И. В. Панфилов, занимал должность военного комиссара Киргизской ССР. Основной костяк дивизии составили жители города Алма-Ата — 1075-й стрелковый полк, жители станиц Надеждинской и Софийской — 1073-й стрелковый полк, а также жители города Фрунзе — киргизский 1077-й стрелковый полк.
Национальный состав дивизии: из более чем 11 тысяч солдат и офицеров, казахи составляли около 4,5 тысяч, русские — 3 тысячи (в том числе семиреченские казаки из станиц Софийская и Надеждинская, украинцы — 2 тысячи человек, киргизы — 1,1 тысяча человек (1077-й полк, сформированный во Фрунзе).

### Под Новгородом
18 августа 1941 года дивизия была погружена в воинские поезда и направлена под Новгород в распоряжение запланированной к формированию 52-й резервной армии. 27 августа 1941 года дивизия полностью выгрузились в Боровичах и на марше попала под авианалёт, понеся первые потери. К 8 сентября 1941 года дивизия, форсировав реку Мста близ населённого пункта Усть-Волма, прибыла в Крестцы, где заняла позиции во втором эшелоне армии и почти месяц дивизия оборудует полосу обороны.

### На Волоколамском направлении
6 октября 1941 года дивизия погружена в воинские поезда и переброшена под Москву, в распоряжение командующего Московского военного округа, где заняла Волоколамский УР (генерал-майор Панфилов стал начальником Волоколамского боевого участка). С 13 октября дивизия вошла в состав заново формируемой 16-й армии Западного фронта. Заняла полосу обороны протяжённостью в 41 километр от населённого пункта Львово до совхоза Болычево. Согласно уставу 1939 года дивизия могла оборонять полосу по фронту 8-12 км и в глубину 4-6 км. Согласно замыслу по развертыванию войск на Можайской линии обороны, на участке Волоколамского УР, занятом 316-й дивизией, должны были располагаться части 3-4 дивизий и ещё одна, резервная, должна была находиться в районе Волоколамска. Отведённая дивизии полоса обороны была одноэшелонной.
Не обладавшая боевым опытом, дивизия была усилена тремя пушечными артиллерийскими полками РВГК и тремя артиллерийско-противотанковыми полками; кроме того, в полосе дивизии действовала часть группы артиллерии дальнего действия 16-й армии, 1-й дивизион артиллерийского полка 126-й сд и 302-й пулемётно-артиллерийский батальон. Таким образом, на момент начала боев дивизия располагала мощной артиллерией: с приданными дивизии средствами в наличии было 207 орудий, из них: 25-мм — 4; 45-мм — 32; 76-мм полковых пушек — 14; 76-мм дивизионных пушек — 79; 85-мм — 16; 122-мм гаубиц — 8; 122-мм пушек — 24 и 152-мм пушек — 30. В интересах дивизии также действовали дивизионы гвардейских миномётов из особой артиллерийской группы 16-й армии и 22-я танковая бригада. Однако в самый разгар боев часть артиллерии и танковая бригада были переданы для усиления соседней 5-й армии.
На правом фланге дивизии, наиболее удалённом от Волоколамского шоссе, оборудовал свои позиции кыргызский 1077-й стрелковый полк под командованием майора З. С. Шехтмана. Эта часть была сформирована последней и не успела пройти полное обучение на дивизионном полигоне, поэтому И. В. Панфилов разместил её там, где не ожидалось серьёзного удара противника. В центре дивизии — 1073-й стрелковый полк майора Г. Е. Елина. На левом фланге, где генерал Панфилов ожидал удар главных сил 4-й танковой группы, был размещён 1075-й стрелковый полк полковника И. В. Капрова.
Все стрелковые полки были усилены артиллерией, непосредственно в боевых порядках батальонов первого эшелона было создано 10 противотанковых опорных пунктов. Однако из-за чрезмерно растянутой полосы обороны дивизии границы батальонных районов обороны и опорных пунктов не совпадали и комендант опорного пункта не подчинялся командиру батальона, что отрицательно сказалось на координации действий и устойчивости обороны. Также по распоряжению командующего 16-й армией в полках дивизии были созданы истребительные противотанковые отряды в составе взвода сапёров на автомашинах с запасом противотанковых мин и бутылок с горючей смесью.
Резерв дивизии составляли отдельный сапёрный батальон и танковая рота. В тылу дивизии находился противотанковый резерв в составе двух батареи ПТО (четыре 85-мм и четыре 45-мм орудия) и противотанковый район, который занимал 296-й полк ПТО в полном составе, что обеспечивало глубину противотанковой обороны на Волоколамском шоссе.
В полосе дивизии развивали своё наступление 106-я и 35-я пехотные дивизии вермахта, а основной удар вдоль шоссе наносила немецкая 2-я танковая дивизия. Наступление началось 15 октября 1941 года и дивизия вступила в ожесточённые бои.
18 октября 1941 года левый фланг дивизии был обойдён и немецкие войска взяли Осташево. После неудачных попыток взять Волоколамск с юга, противник сконцентрировал свои усилия на правом фланге дивизии. Прорвав оборону кыргызского 1077-го стрелкового полка 25 октября 1941 года 35-я пехотная дивизия вышла к Зубово в 5 километрах от Волоколамска. Одновременно удар был снова нанесён и с юга, от Осташево, где немецкие войска сломили сопротивление дивизии и к исходу дня оттеснили 1075-й стрелковый полк к станции Волоколамск. К концу дня кыргызский 1077-й стрелковый полк с приданным 525-м артполком ПТО закрепился у Альферьево, 1075-й стрелковый полк с 289-м и 296-м артполками ПТО в Жданово, алматинский 1073-й стрелковый полк был отведён в резерв, как наиболее потрёпанный.
27 октября 1941 года немецкие войска прорвали оборону приданного дивизии 690-го стрелкового полка, и 316-я стрелковая дивизия была вынуждена оставить Волоколамск и занять оборону восточнее и юго-восточнее города на рубеже Малеевка — Ченцы — Большое Никольское — Петелино.
29 октября дивизии была также придана 4-я танковая бригада под командованием Катукова М.Е., срочно переброшенная из-под Мценска по личному указанию Сталина.
По оценке начальника оперативного отдела штаба Западного фронта генерал-лейтенанта Маландина, основные причины сдачи Волоколамска:

1) Слабый состав 316 стрелковой дивизии, которая, ведя непрерывные бои в течение 12 дней, понесла большие потери и не пополнялась.
2) Ошибка командира дивизии, который на основном направлении поставил малоустойчивый 690 стрелковый полк, не закончивший формирования.
3) Отсутствие со стороны Военного Совета армии и командования дивизии непосредственной организации обороны г. Волоколамска, что не позволило задержать противника на подступах к городу и выиграть время для приведения 690 стрелкового полка в порядок и сосредоточения необходимых сил за счёт 1077 стрелкового полка и группы Доватора для организации контратаки.
4) Слабое руководство командования 690 стрелкового полка, утерявшего управление полком и допустившего беспорядочный отход полка; неиспользование командованием дивизии и полка подготовленного рубежа обороны непосредственно южнее Волоколамска и невыполнение условий уличной борьбы за город.
5) Недостаточный манёвр со стороны командования дивизии противопехотным артиллерийским огнём за счёт артиллерии, действовавшей на других участках дивизии.
— На подступах к Москве / Скрытая правда войны: 1941 год: неизвестные документы. 1992
В октябрьских боях дивизия понесла существенные потери, в частности, только 1075-й стрелковый полк потерял 2 540 бойцов и всю артиллерию.
В целом командование высоко оценило действия дивизии в октябрьских боях. Согласно донесению командующего войсками Западного фронта Верховному Главнокомандующему от 16 ноября 1941 г.:

 В период Волоколамской операции 316-я стрелковая дивизия отважными и умелыми действиями в течение 20 - 27.10.41 отбивала атаки трех пехотных дивизий и танковой дивизии фашистов. [...] За проявленную отвагу в боях, за стойкость, мужество и героизм всего личного состава дивизии в борьбе с фашистами ходатайствую о присвоении 316 стр. дивизии звания ГВАРДЕЙСКОЙ ДИВИЗИИ и награждении её орденом "КРАСНОЕ ЗНАМЯ".— Г.К. Жуков в битве под Москвой / Сборник документов. 1994 

### 8-я гвардейская

Прорыв немецких войск на Волоколамском направлении 16-17 ноября 1941 года. Красными стрелками отмечено продвижение 1-й боевой группы сквозь боевые порядки 1075-го стрелкового полка на участке Нелидово-Дубосеково-Ширяево, синими — второй. Пунктиром обозначены линии фронта на вечер 15, 16 и 17 ноября (розовым, фиолетовым и синим, соответственно).

16 ноября левый фланг дивизии был атакован силами 2-й танковой дивизии немцев с задачей улучшить позиции для наступления 5 армейского корпуса, намеченного на 18 ноября. В центре обороны дивизии вспомогательный удар наносила немецкая 35-я пехотная дивизия. В то же время 316-я дивизия должна была участвовать в советском частном наступлении правого крыла 16-й армии на Волоколамск.
В тяжёлых боях с превосходящими силами противника личный состав дивизии проявил массовый героизм. Именно в этот день произошли события у разъезда Дубосеково, которые стали известны как подвиг 28 героев-панфиловцев.
У разъезда Дубосеково расположилась 4-я рота 2-го батальона 1075-го стрелкового полка под командованием капитана П. М. Гундиловича и политрука В. Г. Клочкова. Утром 16 ноября немецкие танкисты провели разведку боем. По воспоминаниям командира 1075-го стрелкового полка полковника И. В. Капрова, «всего на участке батальона шло 10-12 танков противника. Сколько танков шло на участок 4-й роты, я не знаю, вернее, не могу определить… В бою полк уничтожил 5-6 немецких танков, и немцы отошли». Затем противник подтянул резервы и с новой силой обрушился на позиции полка. Через 40-50 минут боя советская оборона была прорвана, и полк, по сути, был разгромлен. Капров лично собирал уцелевших бойцов и отводил их на новые позиции. По оценке командира 1075-го стрелкового полка полковника И. В. Капрова, «в бою больше всех пострадала 4-я рота Гундиловича. Уцелело всего 20-25 чел. во главе с ротным командиром из 140 чел. Остальные роты пострадали меньше. В 4-й стрелковой роте погибло больше 100 человек. Рота дралась героически.».
По воспоминаниям Зиновия Шехтмана, бывшего командира кыргызского 1077-го полка, только «за 2 дня боев полк потерял 400 человек убитыми, 100 ранеными и 600 пропавшими без вести. От 4-й роты, оборонявшей Дубосеково, осталась едва ли пятая часть. В 5-й и 6-й ротах потери были ещё тяжелее». Всего в 1075-м стрелковом полку, в чью зону ответственности входил также и разъезд Дубосеково, на утро 16 ноября было 1 534 человека.
Таким образом, остановить противника у разъезда Дубосеково не удалось, позиции 1075-го стрелкового полка были смяты противником, а его остатки отошли на новый оборонительный рубеж. По советским данным, в боях 16 ноября весь 1075-й полк подбил и уничтожил 9 танков противника.
17 ноября 1941 года дивизия награждена Орденом Красного Знамени.

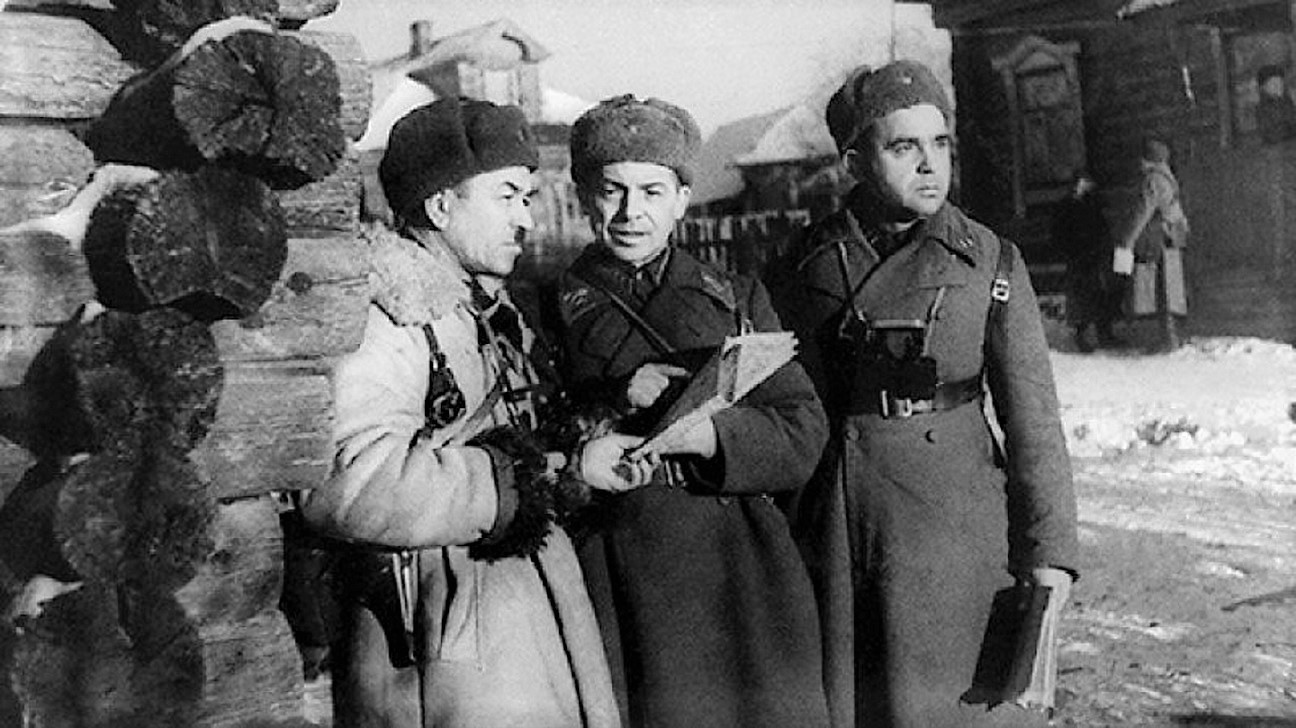
Командир 8-й гвардейской (316-й) стрелковой дивизии генерал-майор И. В. Панфилов (слева), начальник штаба дивизии полковник И.И. Серебряков и военком дивизии старший батальонный комиссар С.А. Егоров на рекогносцировке в деревне Гусенево. Последний снимок генерал-майора Ивана Панфилова. 18.11.1941. Фото. М. Калашникова

18 ноября немецкие танки вышли к штабу дивизии, который располагался в деревне Гусенево (Волоколамского района Московской области). В результате миномётного обстрела, от осколков немецкой миномётной мины погиб командир дивизии генерал-майор И. В. Панфилов. В этот же день дивизия преобразована в 8-ю гвардейскую стрелковую дивизию. Дивизия окончила войну на Курляндском полуострове как 8-я гвардейская стрелковая Режицкая ордена Ленина ордена Суворова дивизия имени Героя Советского Союза генерал-майора И. В. Панфилова.
В общем итоге, в результате боёв 16-20 ноября на Волоколамском направлении 316-я (8-я гвардейская) стрелковая дивизия вместе с другими частями и соединениями 16-й армии (кавалерийская группа Доватора и 1-я гвардейская танковая бригада) задержали наступление 46-го моторизованного корпуса (генерал танковых войск фон Фитингхоф, 5-я и 11-я танковые дивизии) и 5-го армейского корпуса (генерал пехоты Руофф, 2-я танковая, 35-я и 106-я пехотные дивизии). А после переправы войск 16-й армии через Истринское водохранилище и реку Истра, когда были взорваны водоспуски водохранилища, территории на 50 км к югу от водохранилища были затоплены, что также задержало продвижение немецких войск. Лишь после трёх дней боёв 26—28 ноября немецким частям удалось сбить советские части с Истринского рубежа. Однако наступление 2-й и 11-й танковых дивизий от города Клина в обход Истринского водохранилища через Солнечногорск на Москву развивалось стремительно. Для устранения этой критической ситуации советским командованием были переброшены силы со временно затихших участков. В частности, 26 ноября, 8-я гвардейская стрелковая дивизия также была переброшена на Ленинградское шоссе в район деревни Крюково (ныне в составе города Зеленограда Московской области).

Мемориал «Героям-панфиловцам» у разъезда Дубосеково

30 ноября Красная Армия перешла в атаку по всему рубежу обороны 16-й армии. Особенно жестоко стороны сражались за деревни Крюково и Пешки, в частности, Крюково переходила из рук в руки 8 раз; деревня была превращена вермахтом в опорный пункт с дотами и танковыми засадами. 7 декабря 1941 года деревня Крюково была освобождена от немецких войск (5-я танковая и 35-я пехотная дивизии вермахта) силами 8-й гвардейской стрелковой дивизии им. И. В. Панфилова и 1-й гвардейской танковой бригады.
В конце декабря 1941 года, когда дивизия была отведена на формирование, в полк приехал корреспондент «Красной звезды» А. Ю. Кривицкий. По поручению полковника И. В. Капрова командир 4-й роты капитан П. М. Гундилович по памяти назвал фамилии 28 убитых и пропавших без вести бойцов, которых он смог вспомнить. 22 января 1942 года в газете «Красная звезда» Кривицкий поместил очерк под заголовком «О 28 павших героях», который положил начало официальной версии о 28 героях-панфиловцах.

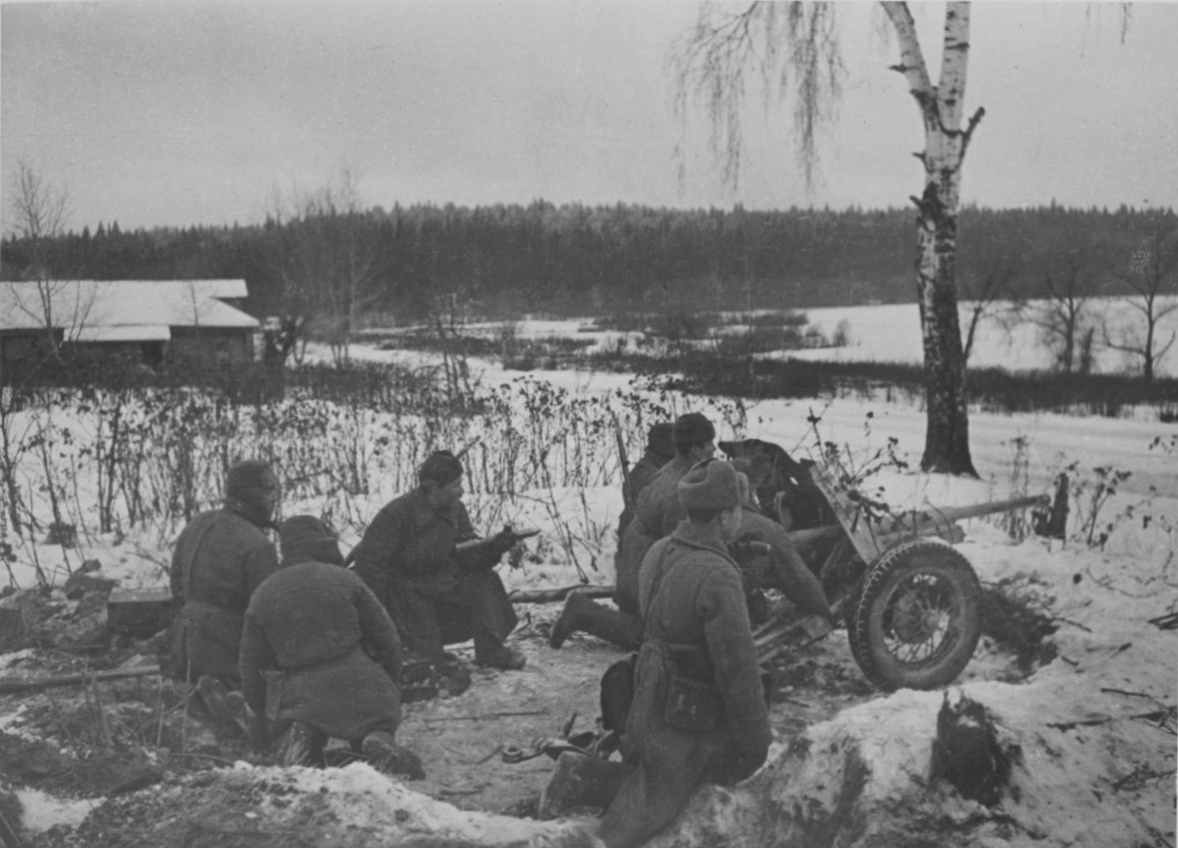
Расчёт 45-мм противотанковой пушки 53-К на окраине деревни под Москвой, ноябрь-декабрь 1941.
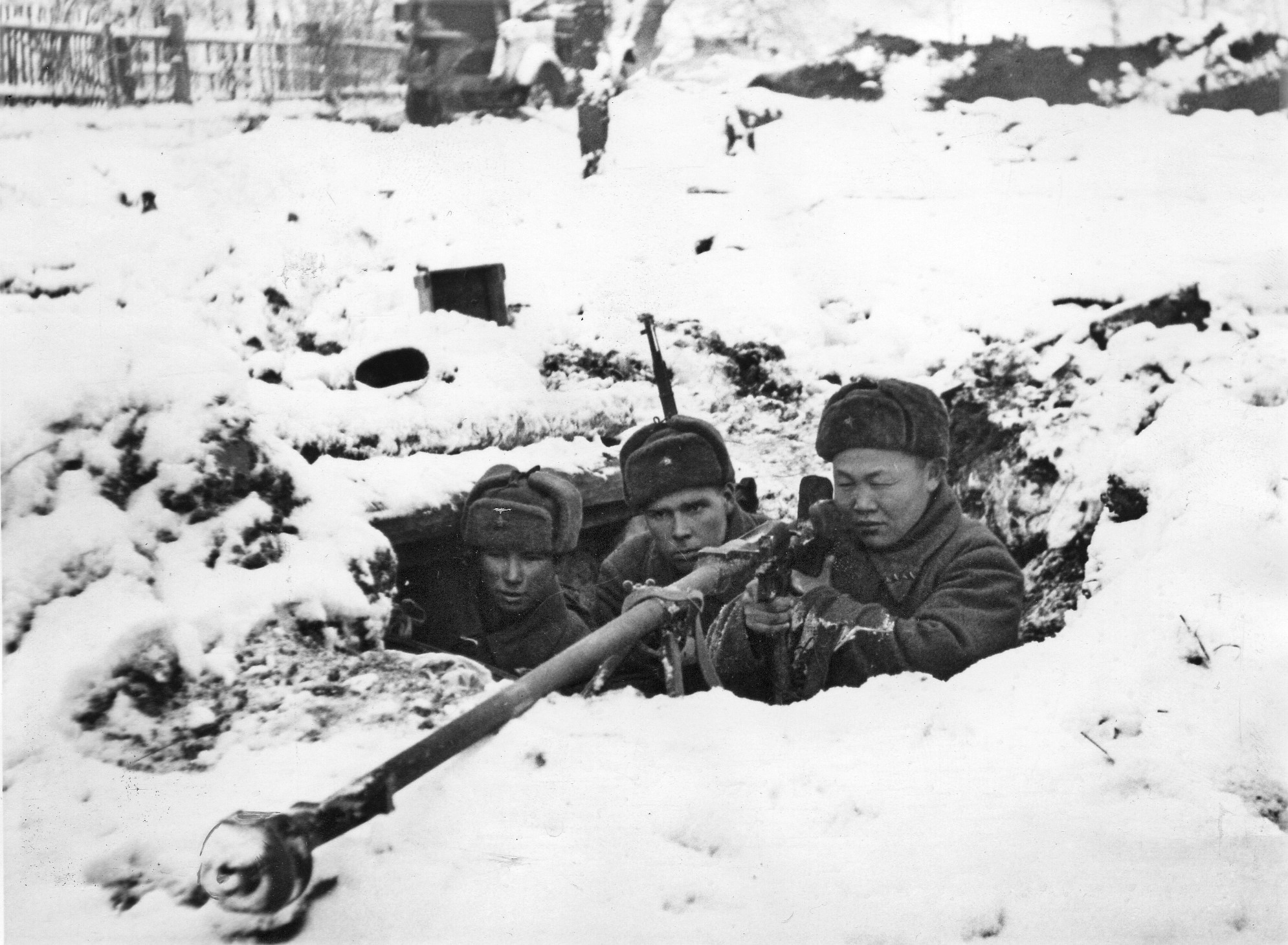
Расчёт противотанкового ружья ПТРД-41 на позиции во время битвы за Москву. Московская область, зима 1941—1942.
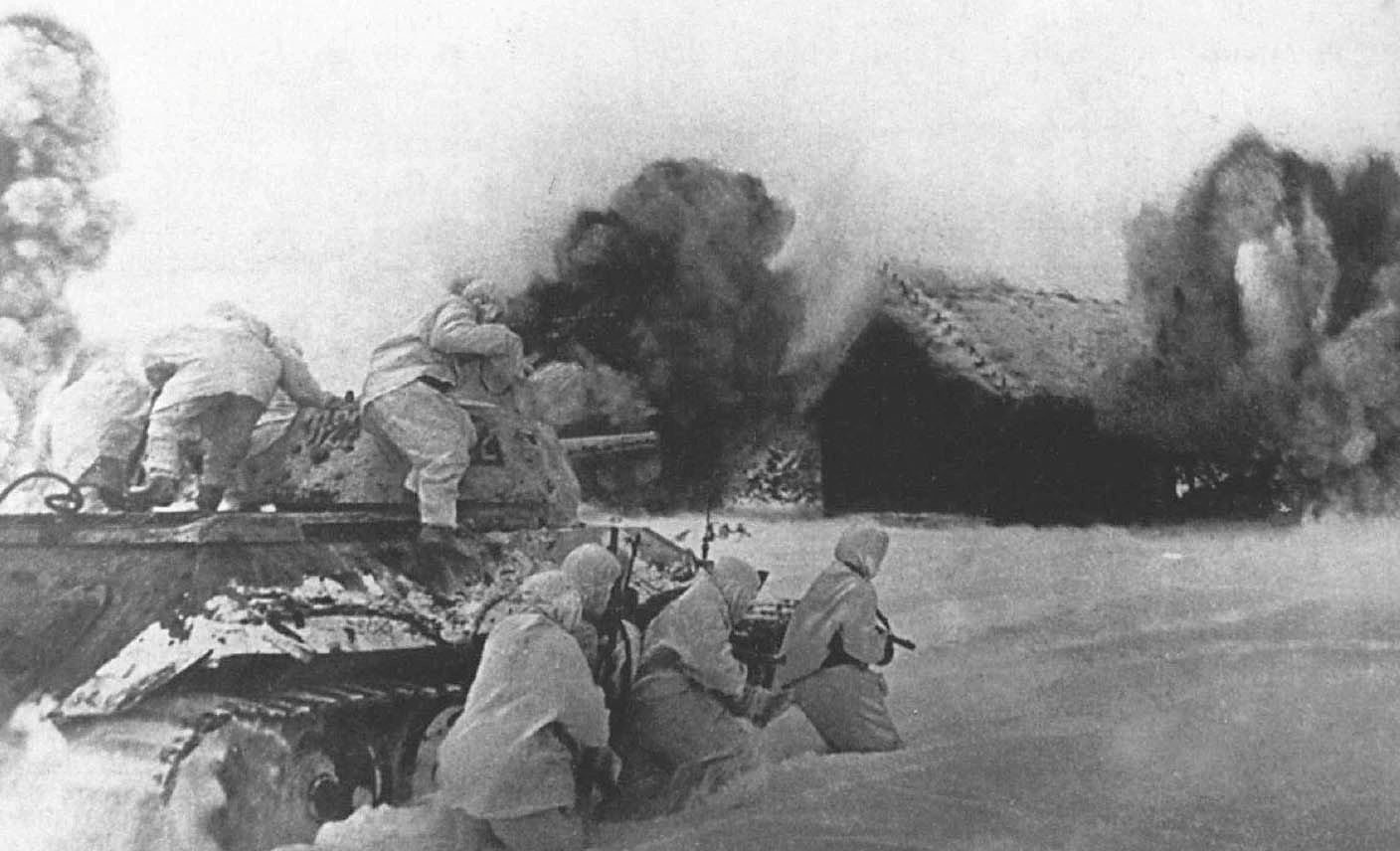
Т-34 с танковым десантом атакует занятую противником деревню, Западный фронт, декабрь 1941.

## Состав
- 1073-й алматинский (городской) стрелковый полк (майор Г. Е. Елин)
- 1075-й алматинский (областной) стрелковый полк
- 1077-й кыргызский стрелковый полк (майор З. С. Шехтман)
- 857-й артиллерийский полк
- 589-й отдельный зенитный артиллерийский дивизион
- 203-я отдельная разведывательная рота
- 597-й отдельный сапёрный батальон
- 762-й отдельный батальон связи
- 242-й медико-санитарный батальон
- 395-я отдельная рота химической защиты
- 291-я автотранспортная рота
- 445-я полевая хлебопекарня
- 688-й дивизионный ветеринарный лазарет
- 993-я полевая почтовая станция

Перечень № 5 Стрелковых, горнострелковых, мотострелковых и моторизованных дивизий, входивших в состав действующей армии в годы Великой Отечественной войны 1941—1945 гг. / А. П. Покровский. — М.: Министерство обороны, 1956. — 218 с.

## Подчинение
| Дата            | Фронт (округ)                  | Армия                | Корпус | Примечания |
| --------------- | ------------------------------ | -------------------- | ------ | ---------- |
| 01.08.1941 года | Средне-Азиатский военный округ | -                    | -      | -          |
| 01.09.1941 года | -                              | 52-я отдельная армия | -      | -          |
| 01.10.1941 года | -                              | 52-я отдельная армия | -      | -          |
| 01.11.1941 года | Западный фронт                 | 16-я армия           | -      | -          |

## Командный состав

### Командиры
- Панфилов, Иван Васильевич, генерал-майор (12.07.1941 - 18.11.1941, погиб);

### Начальник штаба
- полковник И. И. Серебряков

### Комиссар дивизии
- старший батальонный комиссар С. А. Егоров

## Отличившиеся воины дивизии
За бой у разъезда Дубосеково Волоколамского района Московской области 28 солдат и офицеров из личного состава 4-й роты 2-го батальона 1075-го стрелкового полка были удостоены звания Героя Советского Союза. Кроме них, отличились и другие воины дивизии.
| №  | Фамилия Имя Отчество годы жизни                        | Должность                                                                                 | Звание          | Дата Указа | Примечания |
| -- | ------------------------------------------------------ | ----------------------------------------------------------------------------------------- | --------------- | ---------- | --- |
| 1  | Ананьев Николай Яковлевич (19.11.1912 — 16.11.1941)    | стрелок                                                                                   | красноармеец    | 21.7.1942  | Погиб в бою. |
| 2  | Безродных Григорий Михеевич (1909 — 16.11.1941)        | стрелок                                                                                   | красноармеец    | 21.7.1942  | Погиб в бою. |
| 3  | Белашев Николай Никонорович (1911 — 16.11.1941)        | стрелок                                                                                   | красноармеец    | 21.7.1942  | Погиб в бою. |
| 4  | Бондаренко Яков Александрович (1905 — 16.11.1941)      | стрелок                                                                                   | красноармеец    | 21.7.1942  | Погиб в бою. |
| 5  | Васильев Илларион Романович (5.11.1910 — 6.10.1969)    | стрелок                                                                                   | старший сержант | 21.7.1942  | В бою 16 ноября был тяжело ранен и доставлен местными жителями в медсанбат. После публикации Указа о присвоении ему звания Героя (посмертно) заявил о своём участии в бою. После соответствующей проверки без особой огласки получил звезду Героя. |
| 6  | Вихрев Пётр Борисович (11.3.1909 — 16.11.1941)         | военный комиссар 6-й стрелковой роты 2-го стрелкового батальона 1075-го стрелкового полка | политрук        | 31.3.1943  | 15 бойцов во главе с политруком П. Б. Вихревым у деревни Петелино уничтожили пять танков противника. Все бойцы погибли, политрук застрелился. |
| 7  | Добробабин Иван Евстафьевич (21.06.1913 — 19.12.1996)  | командир отделения                                                                        | сержант         | 21.7.1942  | Был контужен во время боя, попал в плен, бежал, служил у немцев полицейским (одно время начальником полиции) в родном селе Перекоп, затем вновь на фронте. В 1948 году был осуждён на 15 лет за сотрудничество с немецко-фашистскими оккупантами, в отношении него указ о награждении был отменён 11 февраля 1949 года. Реабилитирован постановлением Верховного суда Украины от 26 марта 1993 года |
| 8  | Дутов Пётр Данилович (6.8.1916 — 16.11.1941)           | стрелок                                                                                   | красноармеец    | 21.7.1942  | Погиб в бою. |
| 9  | Емцов Пётр Кузьмич (14.5.1909 — 16.11.1941)            | стрелок                                                                                   | красноармеец    | 21.7.1942  | Погиб в бою. |
| 10 | Есебулатов Нурсутбай (1913 — 16.11.1941)               | стрелок                                                                                   | красноармеец    | 21.7.1942  | Погиб в бою. |
| 11 | Каленик Дмитрий Митрофанович (1910 — 16.11.1941)       | стрелок                                                                                   | красноармеец    | 21.7.1942  | Погиб в бою. |
| 12 | Клочков Василий Георгиевич (8.3.1911 — 16.11.1941)     | военный комиссар                                                                          | политрук        | 21.7.1942  | Погиб в бою. Широко известны слова, обращённые к бойцам: «Велика Россия, а отступать некуда — позади Москва!» — приписываемые ему. |
| 13 | Кожубергенов Даниил Александрович (1917 — 1976)        | стрелок                                                                                   | красноармеец    | 21.7.1942  | Остался жив, на несколько часов попал в плен, откуда бежал к бойцам кавалерийского корпуса Доватора. Вместе с ними он участвовал в боях, а после возвращения в тыл был арестован как сдавшийся с оружием в руках. Был заключён в Таганскую тюрьму, откуда направлен в маршевую роту. В списке представленных к высшей награде Даниил Кожубергенов был заменён на однофамильца Алиаскара Кожубергенова. |
| 14 | Конкин Григорий Ефимович (1911 — 16.11.1941)           | стрелок                                                                                   | красноармеец    | 21.7.1942  | Погиб в бою. |
| 15 | Косаев, Аликбай (19.11.1912 — 16.11.1941)              | стрелок                                                                                   | красноармеец    | 21.7.1942  | Погиб в бою. |
| 16 | Крючков Абрам Иванович (1910 — 16.11.1941)             | стрелок                                                                                   | красноармеец    | 21.7.1942  | Погиб в бою. |
| 17 | Максимов Николай Гордеевич (5.7.1911 — 16.11.1941)     | стрелок                                                                                   | красноармеец    | 21.7.1942  | Погиб в бою. |
| 18 | Митин Гавриил Степанович (1908 — 16.11.1941)           | стрелок                                                                                   | старший сержант | 21.7.1942  | Погиб в бою. |
| 19 | Митченко Никита Андреевич (3.4.1910 — 16.11.1941)      | стрелок                                                                                   | красноармеец    | 21.7.1942  | Погиб в бою. |
| 20 | Москаленко Иван Васильевич (1912 — 16.11.1941)         | стрелок                                                                                   | красноармеец    | 21.7.1942  | Погиб в бою. |
| 21 | Натаров Иван Моисеевич (1910 — 16.11.1941)             | стрелок                                                                                   | красноармеец    | 21.7.1942  | Был тяжело ранен и доставлен в госпиталь, где впоследствии скончался. В тяжёлом состоянии успел поведать некоторые подробности героической обороны под разъездом Дубосеково. |
| 22 | Петренко Григорий Алексеевич (22.11.1909 — 16.11.1941) | стрелок                                                                                   | красноармеец    | 21.7.1942  | Погиб в бою. |
| 23 | Сенгирбаев Мусабек (10.3.1917 — 16.11.1941)            | стрелок                                                                                   | красноармеец    | 21.7.1942  | Погиб в бою. |
| 24 | Панфилов Иван Васильевич (13.1.1893 — 18.11.1941)      | командир дивизии                                                                          | генерал-майор   | 12.4.1942  | Погиб в бою. |
| 25 | Тимофеев Дмитрий Фомич (5.2.1907 — 6.6.1950)           | стрелок                                                                                   | красноармеец    | 21.7.1942  | В ходе боя был ранен и попал в плен. В плену ему удалось выжить, после окончания войны вернулся на Родину. Претендовал на получение звезды Героя, после соответствующей проверки получил её без большой огласки незадолго до смерти в 1950 году. |
| 26 | Трофимов Николай Игнатьевич (9.5.1915 — 16.11.1941)    | стрелок                                                                                   | красноармеец    | 21.7.1942  | Погиб в бою. |
| 27 | Шадрин Иван Демидович (17.6.1913 — 21.10.1985)         | стрелок                                                                                   | красноармеец    | 21.7.1942  | После боя 16 ноября попал в плен в бессознательном, по собственному заявлению, состоянии. До 1945 года находился в концлагере, после освобождения ещё 2 года провёл в советском фильтрационном лагере для бывших военнопленных. В 1947 году вернулся домой в Алтайский край, где его никто не ждал — он считался погибшим, а жена жила в его доме с новым мужем. Два года перебивался случайными заработками, пока в 1949 году узнавший его историю секретарь райкома не написал о нём Председателю Президиума Верховного Совета СССР. После соответствующей проверки без особой огласки получил звезду Героя. |
| 28 | Шемякин Григорий Мелентьевич (25.12.1907 — 25.10.1973) | стрелок                                                                                   | старшина        | 21.7.1942  | В ходе боя был ранен и оказался в госпитале (есть сведения, что его подобрали бойцы дивизии Доватора). После публикации Указа о присвоении ему звания Героя (посмертно) заявил о своём участии в бою. После соответствующей проверки без особой огласки получил звезду Героя. |
| 29 | Шепетков Иван Алексеевич (1910 — 16.11.1941)           | стрелок                                                                                   | красноармеец    | 21.7.1942  | Погиб в бою. |
| 30 | Шопоков Дуйшенкул (19.5.1915 — 16.11.1941)             | стрелок                                                                                   | красноармеец    | 21.7.1942  | Погиб в бою. |

Также за отличия в боях командованием полка был представлен посмертно к званию Героя Советского Союза командир 2-го батальона 23-го гвардейского стрелкового полка (на 16 ноября 1941 — командир 4-й роты 2-го батальона 1075-го стрелкового полка) капитан П. М. Гундилович, однако он был награждён орденом Ленина (21 июня 1942).

## В искусстве
О защите Москвы в 1941 году дивизией, которой командовал генерал Панфилов, в 1967 году снят фильм «За нами Москва» (Казахфильм), сценарий которого основан на повести А. А. Бека «Волоколамское шоссе».
В 1984 году вышел двухсерийный советский фильм «Волоколамское шоссе» Всеволода Шиловского и Светланы Кокотуновой. Фильм снят по пьесе В. С. Шацкова, созданной по мотивам одноимённой повести А. А. Бека.
В 2016 году на экраны кинотеатров вышел российский художественный фильм о подвиге панфиловцев «28 панфиловцев» студии Libyan Palette Studios.